# N'oublie pas que tu vas mourir
N'oublie pas que tu vas mourir (br: Não Se Esqueça Que Você Vai Morrer, ou Não Esqueça Que Você Vai Morrer) é um filme francês de Xavier Beauvois, estreou em 1995.